# 엽문 리부트 2020
《엽문 리부트 2020》(葉問宗師, Ip Man: Kung Fu Master)는 중국에서 제작된 이입명 감독의 2019년 액션 영화이다. 두우항 등이 주연으로 출연하였다. 2010년의 엽문 3와 2018년 쿵푸연맹: 사대천왕 (功夫聯盟) 이후로 주연 두우항의 3번째 작품이다.

## 출연

### 주연
- 두우항
- 원 리 루오신
- 왕민덕

### 조연
- 동소호
- 조효광
- 임우